# Calyptrophora laevispinosa
Calyptrophora laevispinosa is een zachte koraalsoort uit de familie Primnoidae. De koraalsoort komt uit het geslacht Calyptrophora. Calyptrophora laevispinosa werd in 2007 voor het eerst wetenschappelijk beschreven door Cairns. 